# ヴォイチェフ・キラール
ヴォイチェフ・キラール（Wojciech Kilar、1932年7月17日 - 2013年12月29日 ） は、ポーランドの現代音楽・映画音楽の作曲家。キラルと表記される場合もある。

## 略歴
ルヴフ（現：ウクライナ・リヴィウ）生まれ。カトヴィツェで学んだ後、パリでナディア・ブーランジェの薫陶を受ける。幾つかの賞を受賞。（クシシュトフ・ペンデレツキ、ヘンリク・グレツキとともに）1960年代ポーランドのアバンギャルド運動に身を置く。1974年の交響詩『クシェサニ』が有名だが、1970年代中盤以降は、映画音楽の作曲家としても知られるようになり、ロマン・ポランスキー監督のハリウッド映画も手がけている。2001年1月にワルシャワ国立フィルハーモニー管弦楽団により世界初演された、交響楽団、混声合唱と4人の独唱者のための『平和へのミサ A.D.2000』は、同年12月にバチカンのヨハネ・パウロ2世の前でも演奏された。

## 作品

### 交響曲
- セプテンバー・シンフォニー（2003年）

### 管弦楽曲
- 小序曲（1955年）Youth Festival, 1955のための
- 弦楽のための交響曲（1955年）
- Ode Béla Bartók in memoriam　ヴァイオリンと金管と打楽器のための（1956年）
- Riff 62（1962年）
- Generique（1963年）
- Springfield Sonnet（1965年）
- 前奏曲とクリスマス・キャロル　4つのオーボエと弦楽オーケストラのための（1972年）
- 交響詩『クシェサニ』（1974年）
- 交響詩『コスチェレツ山1909年』（1976年）
- オラヴァ　弦楽オーケストラのための（1988年）
- コラール前奏曲　弦楽オーケストラのための（1988年）
- Requiem Father Kolbe　交響楽団のための（1994年）

### 協奏曲
- 協奏交響曲　ピアノとオーケストラのための（1956年）
- ピアノ協奏曲（1996年）

### 室内楽曲
- フルート・ソナティネ（1951年）
- 管楽五重奏曲（1952年）
- Training 68　クラリネット、トロンボーンとピアノのための（1968年）

### ピアノ曲
ピアノ独奏曲多数。

### 声楽曲
- 灰色の霧（1979年）
- ボクロジカ（1979年）
- 出エジプト記（1981年）
- ヴィクトリア（1983年）
- アンジェラス（1984年）
- 平和へのミサ　A.D.2000（2001年初演）
- ラメント 無伴奏合唱のための（2003年）

### 映画音楽　（130曲）
- Nikt nie woła（Nobody's calling）（1960年）
- Tarpany（Wild Horses）（1962年）
- Głos z tamtego świata（Voice from beyond）（1962年）
- Milczenie（Silence）（1963年）
- Trzy kroki po ziemi（Three steps on Earth）（1965年）
- Piekło i niebo（Hell and heaven）（1966年）
- Bicz boży（God's whip）（1967年）
- 人形（1969年）
- 結晶の構造（1969年）
- Rejs（Cruise）（1970年）
- Bolesław Śmiały（King Boleslaus the Bold）（1972年）
- Opętanie（Obsession）（1973年）
- 約束の土地（1974年）
- Smuga cienia（The shadow line）（1976年）
- Ptaki ptakom（Bords to birds）（1977年）
- Barwy ochronne（Camouflage）（1977年）
- Spirala（Spiral）（1978年）
- Rodzina Polanieckich（TVシリーズ）（1978年）
- 王と鳥（1980年）
- コンスタンス（1980年）
- The Beads of One Rosary（1980年）
- Przypadek（Blind chance）（1982年）
- 太陽の年（1984年）
- Paradigma（1985年）
- 愛の記録（1986年）
- サルサ/灼熱のふたり（Salsa）（1988年）
- 悲愴（1988年）
- Stan posiadania（Inventory）（1989年）
- コルチャック先生（1990年）
- Życie za życie（マキシミリアノ・コルベにまつわる映画）（1991年）
- ドラキュラ（1992年）
- 巨人と青年（1992年）
- キング・フォー・バーニング（1993年）　TV
- 死と処女（1994年）
- ある貴婦人の肖像（1996年）
- Deceptive Charm（1996年）
- Brat naszego Boga（Our God's brother）（1997年）
- トゥルーマン・ショー（1998年）(『Requiem Father Kolbe』の一部)
- ナインスゲート（1999年）
- パン・タデウシュ物語（1999年）
- Life As a Fatal Sexually Transmitted Disease（2000年）
- 戦場のピアニスト（2002年）
- Zemsta（Revenge）（2002年）